# Ligne de Beni Mansour à Béjaïa
La ligne de Beni Mansour à Béjaïa est l'une des lignes du réseau ferroviaire algérien. Longue de 88 km, la ligne relie la gare de Beni Mansour à celle de Béjaïa en parcourant la vallée de la Soummam. Elle a été mise en service en 1889.

## Histoire
Dans un premier temps en 1857, il était prévu de créer une ligne de Bougie (actuelle Béjaïa) à Sétif sur une longueur de 110 km. Mais, lors du second plan de 1879, il a été décidé de relier Béjaïa à la ligne d'Alger à Skikda au niveau du village de Beni Mansour, à mi-chemin entre Alger et Sétif.
La ligne est concédée à la Compagnie de l'Est algérien le 21 mai 1884. Elle sera ouverte au trafic en deux étapes, d'abord de Béjaïa à Tazmalt sur 81 km le 10 décembre 1888, puis la jonction sera réalisée au niveau de Beni Mansour le 24 mars 1889,,.
La ligne a fait l'objet de projets de modernisation en 2007 et 2010.

## La ligne

### Caractéristiques
La ligne, d'une longueur de 88 km, est une voie unique à écartement standard et n'est pas électrifiée.

### Tracé et Profil
La ligne traverse l'oued Soummam principalement sur sa rive gauche, sauf sur 15 km entre Sidi Aïch et El Kseur où elle passe sur la rive droite grâce à deux viaducs de 300  et   110 mètres.

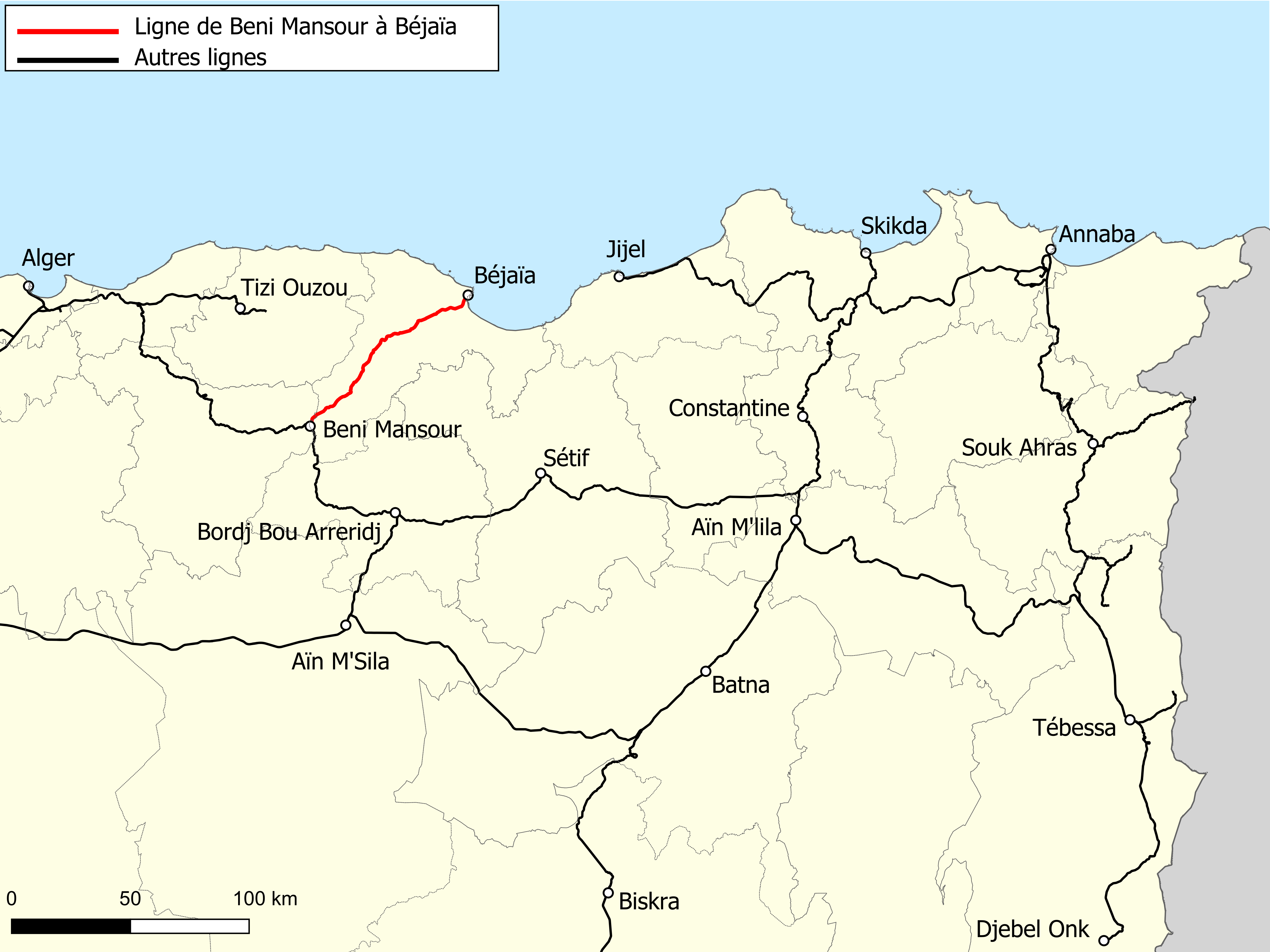
Localisation de la ligne Beni Mansour à Béjaïa dans le nord-est de l'Algérie.

### Vitesse limite
La vitesse moyenne comprise entre 70  et   80 km/h.

## Service ferroviaire
La ligne permet le trafic voyageurs et de marchandises. Elle est empruntée par les trains régionaux des liaisons Alger - Béjaïa et Beni Mansour - Béjaïa.

## Gares de la ligne
| Lieu                  | (PK)      | Informations           |
| --------------------- | --------- | ---------------------- |
| Beni Mansour          | PK 0      | Trains régionaux       |
| Toghza                |           | Trains régionaux       |
| Tazmalt               | PK 7,200  | Trains régionaux       |
| Allaghan              | PK 12,300 | Trains régionaux       |
| Akbou                 | PK 23,400 | Trains régionaux       |
| Azib Ben Ali          |           | Trains régionaux       |
| Ighzer Amokrane       | PK 34,500 | Trains régionaux       |
| Takrietz-Seddouk      | PK 40,900 | Trains régionaux       |
| Sidi Aïch             | PK 46,650 | Trains régionaux       |
| Lotta                 |           | Trains régionaux       |
| Timezrit-Ilmaten      | PK 54,500 | Trains régionaux       |
| El Kseur-Oued Amizour | PK 64,100 | Trains régionaux       |
| Oued Ghir             | PK 76,500 | Trains régionaux       |
| Béjaïa                | PK 88,100 | Trains régionaux, fret |